# Club alpino
Un club alpino è una associazione che intende promuovere la cultura della montagna.

## Storia
Il primo Club Alpino è stato fondato nel Regno Unito a Londra nel 1857/58 con il nome di Alpine Club. Negli anni successivi sono nati, via via, i club alpini dei vari paesi europei: l'Österreichischer Alpenverein austriaco nel  1862, il Club Alpino Italiano nel 1863 e il Club Alpino Francese nel 1874.
Gli appartenenti ai primi club alpini erano persone della nobiltà e della borghesia; col tempo i club hanno raccolto sempre più gli appassionati della montagna senza distinzione di classe sociale.
Dapprima con Club alpino si intendeva una associazione che operava sulle Alpi; oggi si intende con questo termine si intende una associazione che opera in qualsiasi ambiente montano.

### Andinismo, alpinismo e himalaismo
È importante notare che i termini di andinismo, alpinismo e himalaismo sono talvolta usati come sinonimo d'alpinismo di alta quota, tanto più che le prime attività di alpinismo moderno e le scuole principalmente originarono in Europa ed è qui, nella catena montuosa delle Alpi, dove si praticarono precocemente queste attività. Per questo motivo il termine "alpinismo" è stato utilizzato, ed è ancora usato come sinonimo di ogni alpinismo d'alta quota.
Su richiesta del Touring Club Argentino nel 1939 è stato chiamato "andinista" un'attività di scalata delle Ande ed è riuscito a essere accettato

## Scopo
Un club alpino, generalmente, organizza escursioni e corsi in montagna, gestisce i rifugi alpini e si adopera per promuovere la salvaguardia dell'ambiente montano.

L'articolo 1 dello Statuto del Club Alpino Italiano recita: 

## Elenco dei principali club alpini

### In Europa
- Alpine Club (AC) - Regno Unito
- Alpenverein Südtirol (AVS) - Alto Adige - Italia
- Club Alpino Francese (CAF) - Francia
- Club Alpino Italiano (CAI) - Italia
- Clubul Alpin Român (CAR) - Romania
- Club Alpino Sammarinese (CAS) - San Marino
- Club Alpino Svizzero (CAS) - Svizzera
- Deutscher Alpenverein (DAV) - Germania
- Den Norske Turistforening (DNT) - Norvegia
- Giovane Montagna (GM) - Italia
- Oesterreichischer Alpenverein (OeAV) - Austria
- Slovenska Planinska Družba (SPD) - Slovenia
- Planinska Zveza Slovenije (PZS) - Slovenia
- Nederlandse Klim- en Bergsport Vereniging (NKBV) - Paesi Bassi

### In altri paesi
- American Alpine Club (AAC) - Stati Uniti d'America
- Federaciòn Argentina de Ski y Andinismo - Argentina
- Federación de Andinismo de Chile (FEACH)
- Club Andino Bariloche - Argentina -San Carlos de Bariloche, Ande patagoniche
- Japanese Alpine Club - Giappone
- Mountain Club of South Africa - Sudafrica
- New Zealand Alpine Club (NZAC) - Nuova Zelanda